# Nuevo Guerrero
Nuevo Guerrero es una localidad del estado mexicano de Guerrero. Es parte del municipio de Tlapehuala.

## Toponimia
El nombre «Guerrero» rinde homenaje a Vicente Guerrero, héroe de la Independencia de México.

## Demografía
| Gráfica de evolución demográfica |
|                                  |

| Censo | Población |
| ----- | --------- |
| 1950  | 554       |
| 1960  | 824       |
| 1970  | 1 116     |
| 1980  | 1 448     |
| 1990  | —         |
| 2000  | 1 470     |
| 2010  | 1 411     |
| 2020  | 1 360     |